# Lenin v Paříži
Lenin v Paříži (Ленин в Париже) je sovětský hraný film z roku 1981, který režíroval Sergej Josifovič Jutkevič podle vlastního scénáře. Biografický film zachycuje život V. I. Lenina během jeho pobytu v Paříži.

## Děj
V roce 1910 Lenin politicky agitoval u ruských emigrantů na předměstí Longjumeau a v této době začal i jeho vztah k revolucionářce Inesse Armandové. Tento fakt byl ale ve scénáři po zásahu cenzury zamlčen a Inès je ve filmu milenkou fiktivní postavy Trofimova.
Film začíná příjezdem Alexandra Trofimova do Paříže. V ulici Rue Marie-Rose se má setkat s Leninem, ale místo toho potká Inès Armandovou. Při procházce jsou svědky střelby. Inès doprovodí Trofimova do hotelu Mimi, kde se mladý bolševik ubytuje. Jednoho dne, když Inès Trofimovi vysvětluje francouzskou výslovnost, prodává stará žena na ulici červené karafiáty. Některé z nich jsou bílé. Trofimov trpí závratěmi. Inès ho odvede do jeho hotelového pokoje, kde ho navštíví i Lenin. Trofimov, Inès, Lenin a jeho žena Naděžda Krupská se zúčastní koncertu. Všichni čtyři se pak na hřbitově Père Lachaise účastní pohřbu manželů Paula a Laury Lafargue, kteří spáchali sebevraždu. Na konci vyznává Trofimov svou lásku Inès. Ona mu věnuje svou fotografii. Ve filmovém doslovu je říká, že Trofimov byl později zabit.

## Obsazení
| Juri Ivanovič Kajurov         | V. I. Lenin      |
| Claude Jade                   | Inessa Armandová |
| Vladimir Vladimirovič Antonik | Trofimov         |
| Valentina Svetlova            | Naděžda Krupská  |
| Pavel Petrovič Kadočnikov     | Paul Lafargue    |
| Antonina Michajlovna Maximova | Laura Lafargue   |